# Polay Kalan
Polay Kalan là một thị xã và là một nagar panchayat của quận Shajapur thuộc bang Madhya Pradesh, Ấn Độ.

## Nhân khẩu
Theo điều tra dân số năm 2001 của Ấn Độ, Polay Kalan có dân số 10.849 người. Phái nam chiếm 52% tổng số dân và phái nữ chiếm 48%. Polay Kalan có tỷ lệ 61% biết đọc biết viết, cao hơn tỷ lệ trung bình toàn quốc là 59,5%: tỷ lệ cho phái nam là 74%, và tỷ lệ cho phái nữ là 46%. Tại Polay Kalan, 16% dân số nhỏ hơn 6 tuổi.